# 번시 박씨
번시 박씨(本溪朴氏, 본계 박씨)는 중국 랴오닝성(遼寧省, 요녕성) 번시 시(本溪市, 본계시)를 본으로 하는 박씨이다. 시조는 박영강(朴英强)이다. 중국에 랴오닝성으로 이주한 신라인 후손이다.

## 기원
번시 박씨의 선조는 서기 1619년 후금(後金)을 정벌하기 위해 명나라와 연합전선을 펼쳤던 조선 광해군 때의 강홍립(姜弘立, 1560년~1627년) 장군을 따라 압록강을 넘어온 것으로 보고 있다. 강홍립 장군이 부차(富車) 전투에서 패배하여 후금의 포로가 되자 그 부하들이 중국에 남아 랴오닝성 번시 시 일대에 정착하여 계보를 이어나간 것으로 보고 있다. 번시 시의 역사지에 따르면, 청나라 강희제 때인 서기 1659년 "박영강(朴英强) 등 번시의 박씨 5형제에게 토지를 나눠줬다."는 기록이 있다. 서기 1786년 제작된 번시 융닝사(永寧寺, 영녕사)의 종(鍾)에는 집성촌을 의미하는 '박가보자(朴家堡子)' 촌이 종의 주조 기부자로 각인되어 있는데, 번시에 정착한 박씨들이 이 때 이미 집성촌을 형성했음을 보여준다.

## 돌림자
```
10대손 ○호(鎬)
11대손 문(汶)○
12대손 ○구(構)
13대손 희(希)○
14대손 ○현(炫)
15대손 중(重)○
```

## 인물
- 박영강 - 시조
- 박문만 - 박가보자촌 최고 어른
- 박명구 - 박문만 조카[1]

## 현황
번시 박씨들은 청나라 때는 만주족으로 분류됐으나 중화인민공화국이 성립된 이후 이뤄진 1958년 인구조사 때 한족(漢族)으로 편입되었다가, 1982년 시행된 인구조사에서 자신들이 조선의 후예라며 촌민 전체가 집단청원에 나선 끝에 조선족으로 바로잡을 수 있었다. 번시 박씨들은 지금도 '문(文)-명(明)-희(希)-승(勝)'으로 이어지는 항렬을 사용해 이름을 짓고 있으며 집집마다 족보를 만들어 후대에 전하고 있다.
2006년 번시박씨협회(회장 박명겸)를 조직하여 번시 박씨의 족보를 체계화하고 본격적인 뿌리찾기 작업을 벌여 7천여 명의 후손들을 찾아내 번시 박씨의 가계도를 완성했다고 한다. 종친회 격인 번시박씨협회 사무실에는 박씨의 시조인 박혁거세의 영정과 신라시대 유물 사진들을 걸어놓고 있다고 한다.

## 읽을 거리
- 박종국, 〈中서 400년 혈통 지켜온 '번시 朴씨'〉, 《연합뉴스》, 2010년 9월 20일.